# 4044 Erikhøg
4044 Erikhøg este un asteroid din centura principală, descoperit pe 16 octombrie 1977 de Cornelis van Houten.